# اليمن في الألعاب الأولمبية الصيفية للشباب 2014
شارك اليمن في دورة الألعاب الأولمبية الصيفية للشباب 2014 في نانجينغ بالصين  في الفترة من 16 إلى 28 أغسطس 2014.

## ألعاب القوى
تأهلت اليمن برياضي واحد.
الفتيات
أحداث المسار والطريق
| الرياضي   | الحدث   | التصفيات | التصفيات | النهائي | النهائي |
| الرياضي   | الحدث   | نتيجة    | نرنيب    | نتيجة   | نرنيب   |
| --------- | ------- | -------- | -------- | ------- | ------- |
| حنين ثابت | 800 متر | 2:40.29  | 20       | 2:38.61 | 19      |

## التايكوندو
حصلت اليمن على بطاقة دعوة للمنافسة.
الفتيان
| الرياضي   | الحدث   | دور الـ 16                           | ربع النهائي   | نصف النهائي   | النهائي       | ترتيب |
| الرياضي   | الحدث   | الخصم النتيجة                        | الخصم النتيجة | الخصم النتيجة | الخصم النتيجة | ترتيب |
| --------- | ------- | ------------------------------------ | ------------- | ------------- | ------------- | ----- |
| بشير غزال | −48 كجم | تاوين هانبراب (تايلاند) · خسر 5 – 18 | لم يتقدم      | لم يتقدم      | لم يتقدم      | 9     |

## المصارعة
حصلت اليمن على مقعد للتنافس من اللجنة الثلاثية.
الفتيان
| الرياضي         | الحدث             | مرحلة المجموعات                           | مرحلة المجموعات                         | مرحلة المجموعات                              | مرحلة المجموعات | النهائي                                     | ترتيب |
| الرياضي         | الحدث             | الخصم النتيجة                             | الخصم النتيجة                           | الخصم النتيجة                                | ترتيب           | الخصم النتيجة                               | ترتيب |
| --------------- | ----------------- | ----------------------------------------- | --------------------------------------- | -------------------------------------------- | --------------- | ------------------------------------------- | ----- |
| إبراهيم الشبامي | أسلوب حر - 54 كجم | رينهاردت لو (جنوب إفريقيا) · فاز 3 – 1 PP | إلمدين سيجولاو (مقدونيا) · خسر 1 – 3 PP | داتون فيكس (الولايات المتحدة) · خسر 1 – 4 ST | 2 ت             | فاجيناك ماتيفوسيان (أرمينيا) · خسر 0 – 4 ST | 4     |